# Ordem do Mérito do Empreendedor Juscelino Kubitschek
A Soberana Ordem do Mérito Empreendedor Juscelino Kubitschek é uma ordem honorífica brasileira criada em 28 de Agosto de 2002, ano do centenário de Juscelino Kubitschek, pelo Centro de Integração Cultural e Empresarial de São Paulo (CICESP). Esta condecoração possui anexa a Cruz do Mérito do Empreendedor JK e os graus cavalheirescos de Comendador(eira) e Entidade Membro.
Tem por finalidade premiar as personalidades dos mais diversos segmentos que encarnam o "espírito de Juscelino Kubitschek", reconhecendo-lhes suas qualidades, méritos de honra, dignidade, caráter, civismo e espírito empreendedor, sensíveis ao desenvolvimento sustentável e a justiça na distribuição das riquezas brasileiras. As instituições e entidades jurídicas que, além da excelência na qualidade de suas ações e serviços, tenham comprometimento com a comunidade e responsabilidade social também serão agraciadas com a Cruz do Mérito do Empreendedor JK e seu certificado de qualidade.

## Graus
- Entidade Membro (EmMJK)
- Comendador (ComMJK)